# دايفيد والكر
دايفيد والكر (بالإنجليزية: David Walker)‏ هو مصرفي ورائد أعمال بريطاني، ولد في 31 ديسمبر 1939.